# Corazón de León (película de 2013)
Corazón de León es una película argentina dirigida por Marcos Carnevale que se filmó en Buenos Aires durante 2012 y se estrenó en Argentina el 15 de agosto de 2013 y el 7 de septiembre en España. Se trata de una comedia romántica con algo de drama, protagonizada por Guillermo Francella y Julieta Díaz. El guion es una idea original de Carnevale y Betiana Blum.

## Sinopsis
Ivana Cornejo (Julieta Díaz), es una abogada divorciada socia de su exmarido Diego (Mauricio Dayub) en un estudio jurídico. Después de perder su celular recibe una llamada del simpático León Godoy (Guillermo Francella), quien encontró el teléfono y tiene la intención de devolvérselo. En la charla telefónica se establece una gran empatía y ambos sienten un inmediato interés, por lo que acuerdan encontrarse al día siguiente en una confitería. El problema es que León mide 1,36 metros, por lo que a partir de dicho encuentro Ivana intentará superar esos centímetros que le faltan al hombre de su vida, haciendo frente tanto a los prejuicios sociales como a los propios.

## Reparto
- Guillermo Francella como León Godoy.
- Julieta Díaz como Ivana Cornejo.
- Mauricio Dayub como Diego (exesposo y socio de Ivana).
- Jorgelina Aruzzi como Corina (secretaria de Ivana).
- Nora Cárpena como Adriana (madre de Ivana).
- Nicolás Francella como Tomás Toto Godoy (hijo de León).
- Claudia Fontán como Sabrina (madre de Toto).
- Regina Lamm como la amiga de Adriana.
- Marcelo Bitti como el nuevo esposo de Adriana, pintor y sordo
- María Nela Sinisterra como Glenda (secretaria de León).
- Daniel Kargieman como Diego (técnico en computadoras de Ivana).
- Juan Pablo Muñoz, como doble de Guillermo Francella.
- Mario José Paz como João.
- Ana Paz como Marisa.
- Sandra Villani como la empleada doméstica de León.
- Evelyn Scheidl como Evelyn, una amiga de León (al principio de la película).

## Taquilla
En sus primeros cuatro días se convirtió en el segundo mejor arranque para una película argentina en la historia del cine nacional con 282 647 entradas vendidas. En menos de tres semanas llegó a superar la barrera del millón de espectadores, siendo en ese mismo año la tercera película en hacerlo. En la tercera semana, la película siguió primera acumulando así, 1 046 225 espectadores. Para la cuarta semana quedó tercera, detrás de Séptimo y Aviones, lo mismo a la quinta semana. En cinco semanas de estreno la película fue vista por más de 1 405 000 espectadores y siguió permaneciendo en el top five, siendo la segunda película más vista del año. En su sexta semana de proyección sigue estando entre las películas más vistas, esa semana quedando entre las cuatro primeras, superando 1 500 000 espectadores. En su séptima semana continua en el top five, quedando cuarta, con más de 62 650 espectadores en 103 pantallas, y concluyendo con 1 585 675 espectadores en total. La película terminó su carrera comercial en la Argentina con más de 1 704 000 espectadores.

## Premios y nominaciones

### Premios Cóndor de Plata
| Año  | Categoría               | Receptor            | Resultado |
| ---- | ----------------------- | ------------------- | --------- |
| 2014 | Mejor película          |                     | Nominada  |
| 2014 | Mejor director          | Marcos Carnevale    | Nominado  |
| 2014 | Mejor guion original    | Marcos Carnevale    | Nominado  |
| 2014 | Mejor actor             | Guillermo Francella | Nominado  |
| 2014 | Mejor actriz            | Julieta Díaz        | Nominada  |
| 2014 | Mejor actriz de reparto | Jorgelina Aruzzi    | Nominada  |
| 2014 | Revelación masculina    | Nicolás Francella   | Nominado  |
| 2014 | Mejor montaje           | Ariel Frajnd        | Nominado  |

### Premios Sur
| Año  | Categoría               | Receptor            | Resultado |
| ---- | ----------------------- | ------------------- | --------- |
| 2013 | Mejor guion original    | Marcos Carnevale    | Nominado  |
| 2013 | Mejor actor             | Guillermo Francella | Nominado  |
| 2013 | Mejor actriz            | Julieta Díaz        | Ganadora  |
| 2013 | Mejor actriz de reparto | Jorgelina Aruzzi    | Nominada  |
| 2013 | Mejor actor de reparto  | Nicolás Francella   | Nominado  |
| 2013 | Mejor actor revelación  | Nicolás Francella   | Ganador   |
| 2013 | Mejor maquillaje        | Verónica Sabbatini  | Nominada  |

## Remakes
Las siguientes películas son remakes del largometraje argentino original del 2013:
| Año  | Título                                                | País           | Dirección             | Guion                               | Ref.  |
| ---- | ----------------------------------------------------- | -------------- | --------------------- | ----------------------------------- | ----- |
| 2015 | Corazón de León                                       | Colombia       | Emiliano T. Caballero | Marcos Carnevale                    | [ 4 ] |
| 2016 | Un homme à la hauteur en español: Un hombre de altura | Francia        | Laurent Tirard        | Marcos Carnevale; Laurent Tirard    | [ 5 ] |
| 2018 | Mi pequeño gran hombre                                | México         | Jorge Ramírez Suárez  | Marcos Carnevale                    | [ 6 ] |
| 2018 | El gran León                                          | Perú           | Ricardo Maldonado     | Marcos Carnevale; Hernan Rebalderia | [ 7 ] |
| 2021 | Amor Sem Medida                                       | Brasil         | Ale McHaddo           | Leandro Hassum; Juliana Paes        | [ 8 ] |
| TBA  | Giant                                                 | Estados Unidos | Marcos Carnevale      | Marcos Carnevale; Gonzalo Maza      | [ 9 ] |